# Zvláštní agent
Zvláštní agent (anglicky special agent) je zejména v USA příslušník vládní agentury, která vyšetřuje trestné činy. Zvláštní agenti jsou např. u federálního úřadu pro vyšetřování (FBI) nebo úřadu pro potírání drog (DEA). 

## Způsobilost zvláštního agenta
Zvláštní agent musí být:
- občanem USA
- velmi dobře fyzicky a mentálně zdatný
- v neustálé pohotovosti včetně víkendů a svátků
- musí získat speciální bezpečnostní prověrku
- být k dispozici pro celosvětové přiřazení (dočasně nebo dlouhodobě)
- dodržovat drogovou politiku USA

- dodržovat nejvyšší standardy chování, tj. hlavně zachování čestnosti a bezúhonnosti.
- dosáhnout minimálně bakalářského titulu na vysoké škole nebo universitě.

## Zvláštní agent FBI
Zvláštní agenti FBI provádějí vyšetřování v různých oblastech, např. terorismus, organizovaný zločin, násilné trestné činy, kybernetické útoky, kontrarozvědka aj. Provádějí zatýkání pachatelů nebo domovní prohlídky. Po dvouletém vyšetřování se zvláštní agenti mohou připojit k jedné z elitních taktických jednotek. Mezi elitní taktické jednotky FBI patří např. Hostage Rescue Team (HRT), Special Agent Bomb Tech Program (SABTP) nebo Special Weapons and Tactics (SWAT). To jsou specializované týmy agentů, vybavených a připravených na nebezpečné a naléhavé výzvy. 

## Zvláštní agent DEA
Zvláštní agenti DEA sledují organizace nelegálně obchodující s drogami. Shromažďují důkazy, které pomohou stíhat hlavní porušovatele amerických drogových zákonů, zabavují majetek spojený s nelegálním obchodováním s drogami a zatýkají pachatele těchto zločinů. 

## Galerie

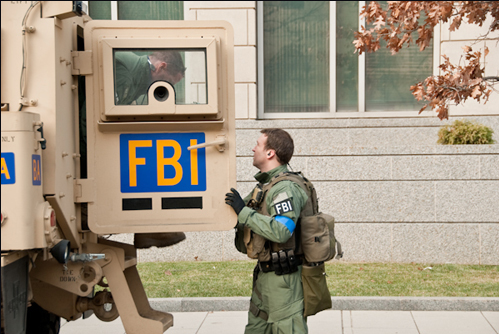
Taktický tým FBI
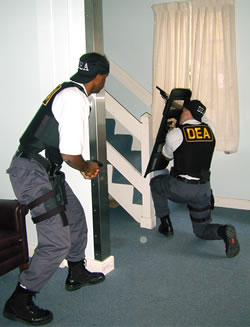
Agenti DEA
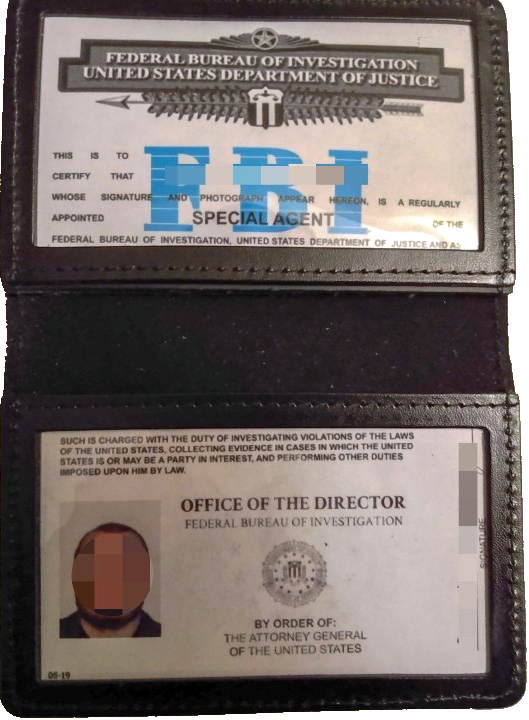
Doklad zvláštního agenta FBI